# مضادات الطفيليات

الصيغة الهيكلية للميترونيدازول

مضادات الطفيليات أو مبيد الطفيليات هي فئة من الأدوية التي تستخدم لعلاج الأمراض الطفيلية مثل تلك التي تسببها الطفيليات الداخلية مثل الديدان الخيطية (الديدان)، الديدان (الدودة الشريطية)، الديدان المثقوبة (الديدان المفلطحة)، والأوالي الطفيلية  (المسببه للملاريا)  وتلك الأمراض التي تسببها الطفيليات الخارجية مثل القمل والبراغيث والسوس والقراد.

## مُقدّمة
الطفيليّات هي كائنات حَيّة تستفيد من كائنات حيّة أخرى، مثل الجسم البَشريّ، للتغذّي وكمكانِ تعيشُ فيه. وقد يُصاب الشخصُ بها عن طريق تناول طعام أو ماء ملوَّثين أو لدغة حشرَة أو مُخالطة جنسيّة. وتُعرفُ الأمراض الحاصلة بسبب الطفيليّات باسم الأمراض الطفيليّة. قد تكون الأمراض الطفيليّة خفيفة أو قد تكون مُهدّدةً للحياة. للوقاية أهميّةٌ خاصّةٌ، حيث لا يوجد لقاحات للأمراض الطفيليّة. و تتوفّر بعض الأدوية لعلاج عدوى الطفيليات. يُساعدُ هذا البرنامج التثقيفي على تكوين فهمٍ أفضل عن الأمراض الطفيليّة. وهوَ يتحدّثُ عن كيفية تسبّب الطفيلي بالمَرض، وأعراض الأمراض الطفيليّة، والأمراض الطفيليّة الشائعَة.

## الأنواع

### مضادات الديدان الخيطية

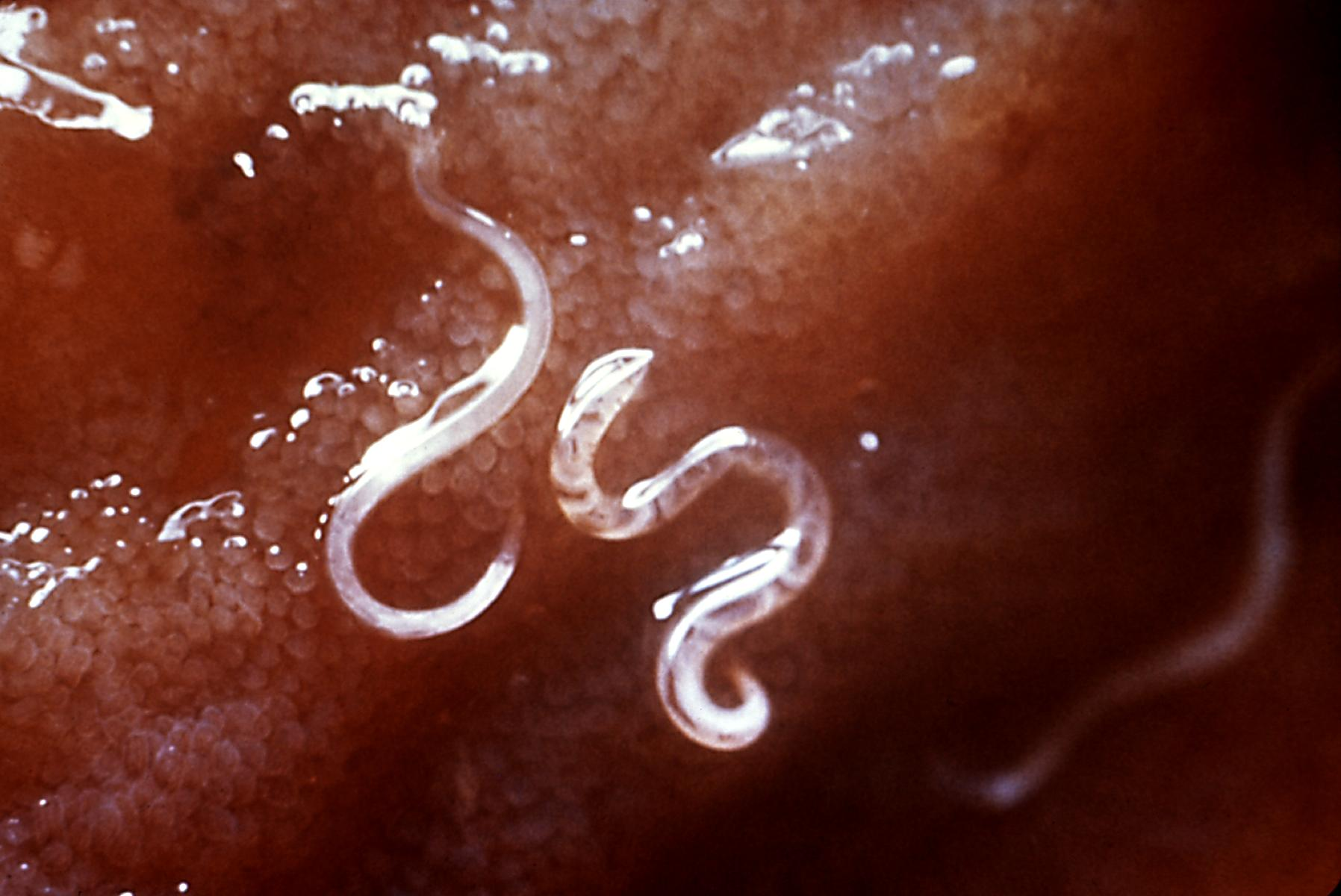
Ancylostoma caninum, a type of دودة شصية, attached to the intestinal mucosa.

- الميبندازول (بالنسبة لمعظم التهابات الديدان الخيطية)
- البيرانتيل باموات (بالنسبة لمعظم التهابات الديدان الخيطية)
- الثيابندازول (لالدودة العدوى)
- الثنائي إيثيل كاربامازين (لعلاج اللمفاوي وداء الخيطيات)
- الآيفرمكتين (للوقاية من العمى النهري)

### مضادات الديدان الشريطية
- النيكلوزاميد (الدودة الشريطية العدوى)
- البرازيكوانتيل (لالتهابات الدودة الشريطية)
- البندازول (واسعة الطيف)

### مضادات الديدان المثقوبة
- البرازيكوانتيل

### مضادات الأميبيات
- الريفامبين
- الامفوتريسين B

## الاستخدامات الطبية
مضادات الطفيليات تعالج الأمراض الطفيلية، التي تؤثر حوالي 2 مليار شخص.

### المعالجة
يمكن إعطاء مضادات الطفيليات عبر مجموعة متنوعة من الطرق تبعا لأدوية معينة، بما في ذلك عن طريق الفم، موضعيا، وعن طريق الوريد.

## تاريخ تطوير الأدوية
كانت مضادات الطفيليات المبكرة غير فعالة، في كثير من الأحيان سامة للمرضى، وصعبة التطبيق ذلك لصعوبة التمييز بين المضيف والطفيليات. بين عامي 1975 و 1999 لم يكن هناك سوى 13 من 1300 كأدوية جديدة مضادة للطفيليات، الأمر الذي أثار القلق من وجود الحوافز الكافية على قيادة تطوير علاجات جديدة للأمراض التي تستهدف البلدان ذات الدخل المنخفض بشكل غير متناسب.